# Max Thurian
 (août 2021).
Max Thurian, né le 16 août 1921 à Genève et mort le 15 août 1996 dans la même ville, était un pasteur protestant suisse, membre fondateur de la Communauté de Taizé en France. Théologien de formation réformée, il fut l'un des premiers frères de la communauté autour de Roger Schütz, sous le nom de frère Max.
Observateur protestant au concile Vatican II, il était aussi un artisan du dialogue œcuménique (Foi et Constitution, Groupe des Dombes).
Converti au catholicisme, il est ordonné prêtre catholique en 1987.

## Biographie
D'origine suisse romande, Max Thurian était étudiant en théologie protestante quand il a rejoint, dans les années 1940, son collègue Roger Schütz à Taizé. Avec lui et cinq autres frères, il a prononcé des vœux de célibat, d'obéissance et de communauté en 1949.

## Itinéraire vers le catholicisme
En 1969, Max Thurian exprima sa satisfaction concernant les réformes introduites par le concile Vatican II. Il espérait que les protestants pourraient bientôt recevoir la communion dans l'Église catholique mais, si des permissions individuelles furent bien accordées, la pratique ne fut pas généralisée. Roger Schütz et lui-même avaient des contacts réguliers avec le pape Paul VI[réf. nécessaire].
Proche du catholicisme depuis longtemps, et sans que l'on sache à quelle date il se convertit formellement au catholicisme, Max Thurian fut ordonné secrètement prêtre catholique à Naples le 3 mai 1987 par le cardinal Corrado Ursi, archevêque émérite de la ville. Il ne l'annonça au Groupe des Dombes qu'un an plus tard. Il disait être néanmoins resté « positif à l’égard des traditions de la Réforme, dans ce qu’elles ont d’authentique, tout en soulignant la centralité devenue évidente pour lui de « la célébration quotidienne de la Parole et du Sacrement »[réf. nécessaire].
La révélation de ce secret, devenu l'« affaire Max Thurian », a semé le doute et provoquera de fortes tensions avec les milieux œcuméniques protestants français. Elle « demeure une blessure, voire un traumatisme indépassable » pour certains protestants français qui « considèrent que Taizé s’est définitivement catholicisé » et ne peut plus être un « moteur de l’œcuménisme ».
La date de la conversion de Max Thurian a été sujette à controverse. En 1972, Roger Schütz et Max Thurian reçurent la communion des mains d'Armand Le Bourgeois, évêque d’Autun. En 2006, l’historien Yves Chiron, proche des catholiques traditionalistes, a affirmé que Schütz et Thurian auraient alors fait profession de foi catholique, mais sans que cela soit annoncé publiquement. Mais le successeur de Schütz, Alois Löser, lui-même d'origine catholique, conteste cette interprétation : il affirme que frère Roger serait arrivé à une communion avec les catholiques sans conversion formelle ni abjuration.
Le 30 septembre 1992, Max Thurian est nommé membre de la Commission théologique internationale par le pape Jean-Paul II.

## Œuvres
- Le prêtre configuré au Christ : identité et spiritualité du sacerdoce, Mame, 1993 (ISBN 9782728905928)
- Le Mystère de l'eucharistie, une approche œcuménique, Centurion, 1981 (ISBN 9782227300255)
- Sacerdoce et ministère. Recherche œcuménique, Presses de Taizé, 1970 (OCLC 422250867)
- Amour et vérité se rencontrent, Presses de Taizé, 1964 (OCLC 225490370)
- L'Unité visible des chrétiens et la tradition, Taizé, 1961 (OCLC 819420941)
- L'Eucharistie, mémorial du Seigneur, sacrifice d'action de grâce et d'intercession, Neuchâtel-Paris, Delachaux et Niestlé, 1959 (OCLC 458302820)
- La confirmation : consécration des laïcs, Suisse, Delachaux et Niestlé, 1957 (OCLC 981429088)
- Joie du ciel sur la terre, introduction à la vie liturgique, Delachaux et Niestlé, 1946 (OCLC 420409671)